# Ayir
Ayir (franska: Ayir (CR), Ayir (Commune Rurale), arabiska: اصعادلا) är en kommun i Marocko.   Den ligger i provinsen Safi och regionen Marrakech-Safi, i den norra delen av landet, 260 km sydväst om huvudstaden Rabat. Antalet invånare är 21 060.